# Koninklijke Unie van de Belgische Zendamateurs
De Koninklijke Unie van de Belgische Zendamateurs, of kortweg UBA, is de enige nationale vereniging van Belgische radioamateurs. De meer dan 3000 leden hebben belangstelling voor de techniek van de radiocommunicatie.
De statuten van de vereniging leggen duidelijk vast dat het radioamateurisme in eerste instantie een technische hobby is en geen zuivere communicatiehobby zoals CB.

## Radioamateurisme
Het radioamateurisme is als dienst erkend door de Internationale Telecommunicatie-unie (net als de landmobiele dienst, de maritieme dienst, de radio-omroepdienst, enzovoort), dit omwille van de vele bijdragen die het radioamateurisme sedert nu bijna één eeuw aan de gemeenschap heeft gebracht.

## Taken en doelstellingen
De UBA verdedigt de belangen van radioamateurs bij Belgische voogdijoverheden, de ministeries en het Belgisch Instituut voor Postdiensten en Telecommunicatie (BIPT), en vertegenwoordigt tevens België via het IARU bij het agentschap voor informatie- en communicatietechnologie van de Verenigde Naties.
Andere taken van de UBA zijn het verstrekken van informatie, het organiseren van activiteiten (zoals wedstrijden en voordrachten), het coördineren van het verzenden van QSL-kaarten en het helpen van kandidaat radioamateurs bij het behalen van een zendvergunning door hen voor te bereiden op het BIPT-examen.